# Dalabergs församling
Dalabergs församling är en församling i Uddevalla och Stenungsunds kontrakt i Göteborgs stift. Församlingen ligger i Uddevalla kommun i Västra Götalands län (Bohuslän) och ingår i Uddevalla pastorat.

## Administrativ historik
Församlingen bildades 2015 genom en utbrytning ur Bäve församling och ingår sedan dess i Uddevalla pastorat. Detta är en av väldigt få församlingsutbrytningar sedan kyrkan och staten separerades 2000. Som befolkningsrapporteringsenhet var församlingen bara ett år tills distrikt inrättades.

## Kyrkor
- Dalabergskyrkan